# Vierspänner

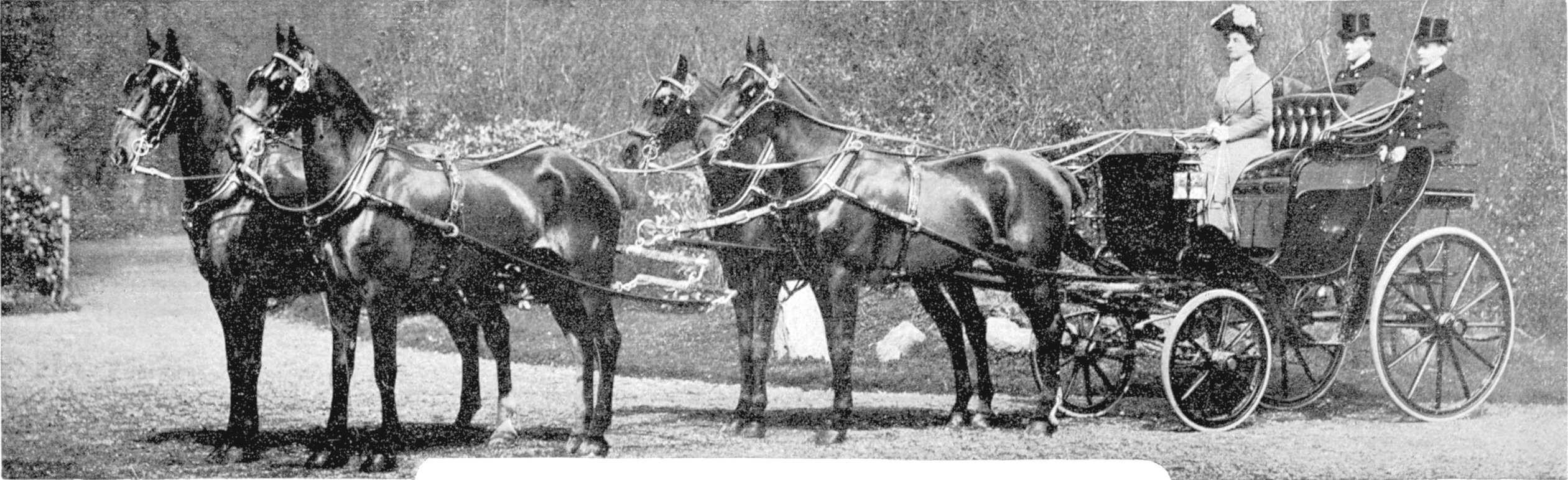
Vierspänner, 1905

Anspannung bei einer Postkutsche

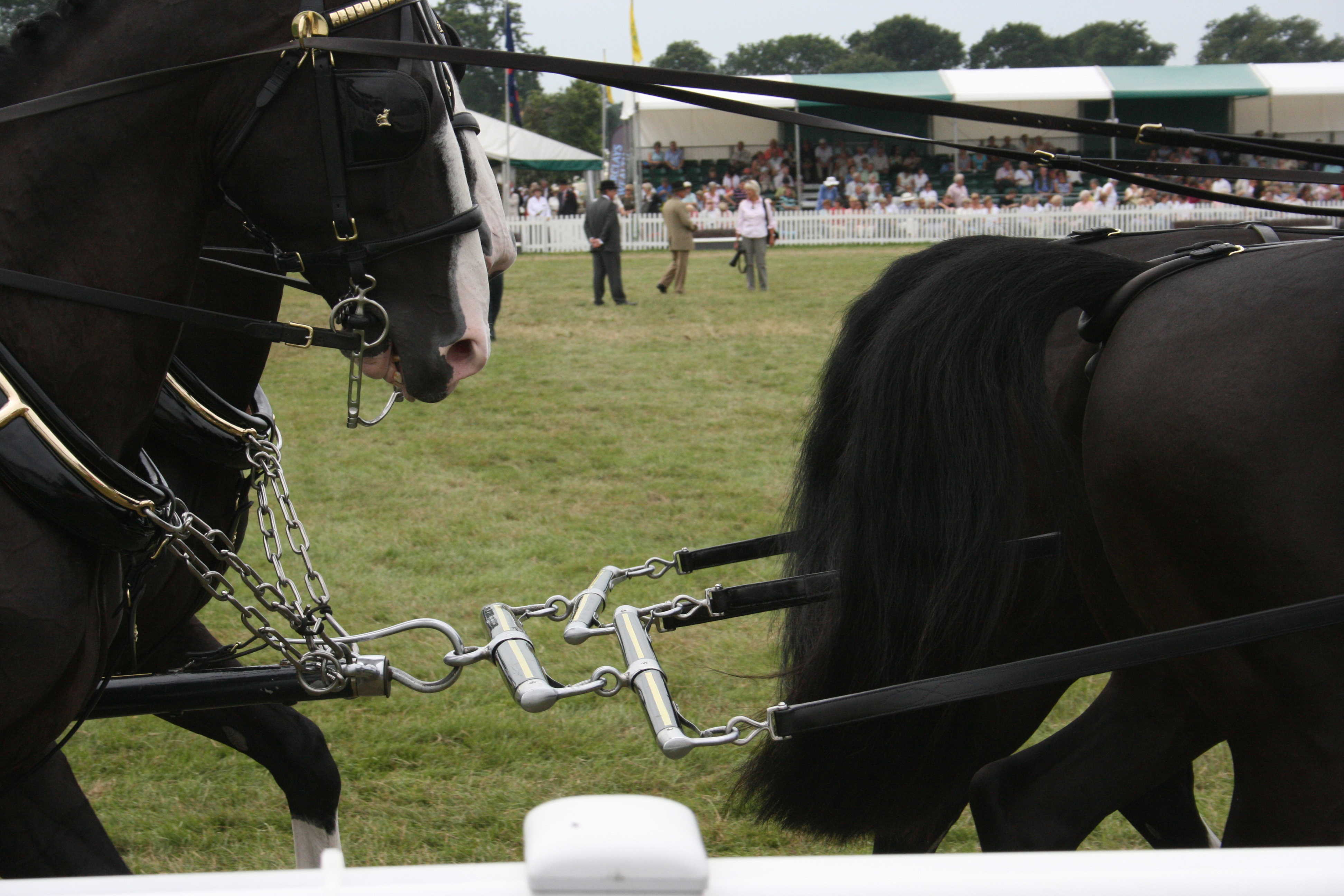
Vorderwaage am Viererzughaken der Deichsel

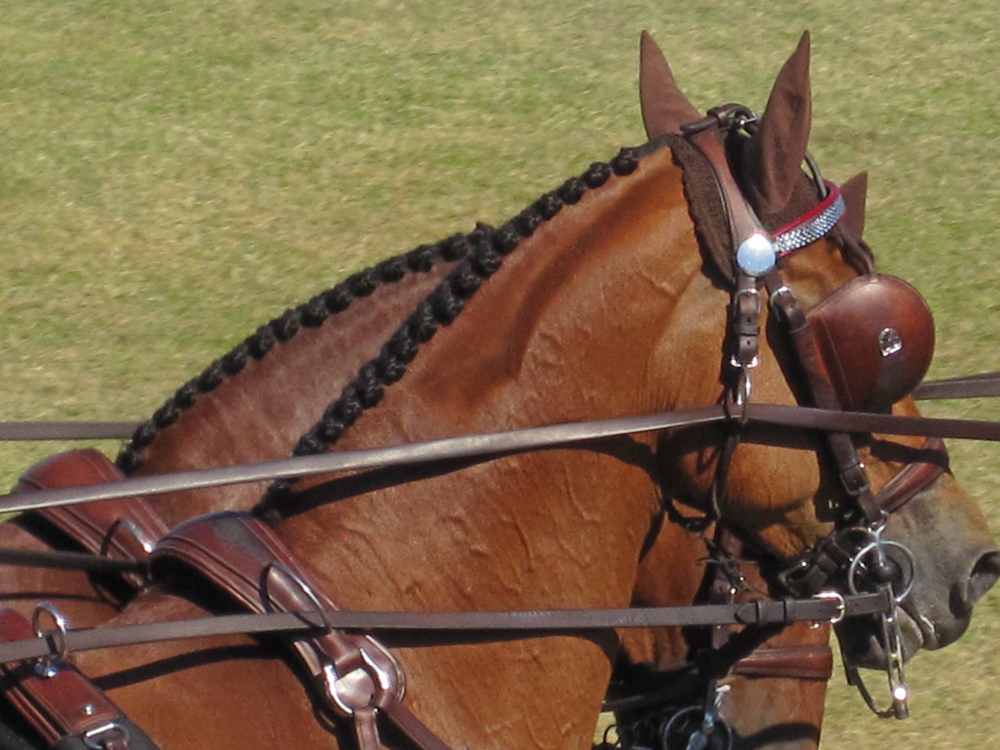
Leinenführungsringe am Kopfgestell der Stangenpferde

Als Vierspänner oder Viererzug bezeichnet man ein Gespann, bei dem zwei Pferdepaare hintereinander gespannt werden.
Die beiden Pferde an der Deichsel laufen nebeneinander und heißen wie beim Zweispänner Stangenpferde. Das linke Pferd wird Sattelpferd, das rechte Pferd wird Handpferd genannt. Vor den Stangenpferden geht ein zweites Pferdepaar, die Vorderpferde.
Im Gegensatz zum Vierspänner werden bei einer Quadriga vier Pferde nebeneinander gespannt.

## Pferde
Die beiden Vorderpferde sollen flotter, edler, leichter aber nicht kleiner sein als die Stangenpferde. Die Stangenpferde stehen oft im Karossiertyp. Gerne werden schwere Warmblüter verwendet, wie Alt-Oldenburger, Anglo-Normanne, Cleveland Bay oder Sächsisch-Thüringisches Schweres Warmblut.

## Ausrüstung
Für die Vorderpferde wird die Vorderwaage (auch Vordergehänge oder Vorderbracke genannt) am Viererzughaken der Deichsel eingehängt.
Zum Viererzugfahren werden neben einer normalen Zweispännerleine, den Stangenleinen, zusätzlich Vorderleinen für die Vorderpferde benutzt. An den Kopfgestellen der Stangenpferde befinden sich Leinenführungsringe für die Leinen der Vorderpferde.
Als Peitsche wird eine lange Vierspännerpeitsche verwendet.

## Fahrtechnik
Die Leinen von allen vier Pferden werden in der Grundhaltung mit einer Hand gehalten. Da die vier Lederleinen meistens rund 2 cm breit sind, aus hochwertigem Kernleder gefertigt, mehrere Meter lang und mit Metallschnallen versehen sind, haben sie ein hohes Eigengewicht und sind schwer zu tragen, selbst dann, wenn die Pferde ganz leicht im Maul sind. Deshalb wird häufig in der Gebrauchshaltung gefahren, bei der die rechte Hand unterstützend in die Leinen greift.
Die Stangenpferde müssen immer in der Spur der Vorderpferde laufen. Alle vier Pferde sollen in der Regel gleichmäßig ziehen. Die Vorderpferde müssen ohne jede Verzögerung vorwärts gehen, damit sie nicht mit der Hinterhand an die Vorderwaage kommen. Sie dürfen jedoch auch nicht zu heftig ziehen, wenn es nicht nötig ist, da sonst den Stangenpferden der Wagen in die Hinterbeine fährt. Wenn der Wagen auf ebener Straße nachrollt, dann ziehen die Vorderpferde nur soviel, dass sie die Vorderwaage tragen.
Der zielgerechte Gebrauch der langen Vierspännerpeitsche muss beherrscht werden, damit nicht versehentlich das falsche Pferd, die falsche Stelle, oder zum falschen Zeitpunkt getroffen wird. Unter keinen Umständen, auch nicht versehentlich, darf ein Pferd am Kopf getroffen werden, da es sonst kopfscheu wird. Zum Gebrauch für die Vorderpferde wird der Schlag der Peitsche abgewickelt und nach dem Gebrauch wieder aufgeworfen (aufgewickelt).

## Verwendung
Vierspänner wurden verwendet, wenn große, schwere Wagen gezogen werden mussten, beispielsweise waren Postkutschen meist Viererzüge.
Vierspänner waren auch ein Statussymbol, weil der Unterhalt von vier bis sechs Pferden, die für einen Vierspänner benötigt werden, sehr aufwändig und teuer war. Um durchgehend vier einsatzfähige Pferde zu haben, muss man mindestens fünf bis sechs zusammenpassende Pferde halten.
Aus diesem Grund und weil es schwieriger ist, einen Viererzug zu fahren, als einen Zweispänner, gelten noch die Vierspännerwettbewerbe als die Königsdisziplin im Fahrsport, beispielsweise der FEI-Weltcup im Vierspännerfahren.

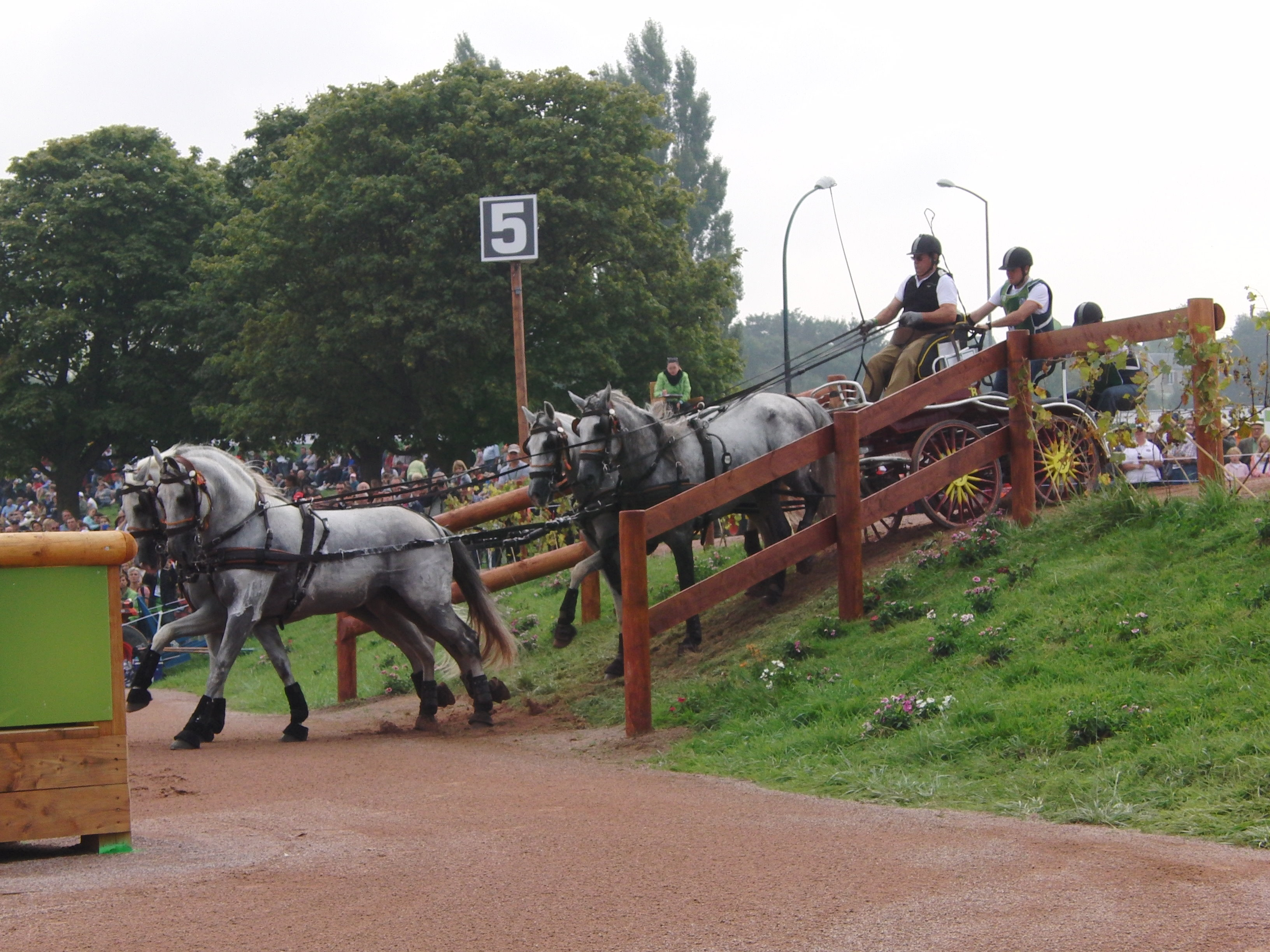
Marathonfahren, WEG 2014, Normandie
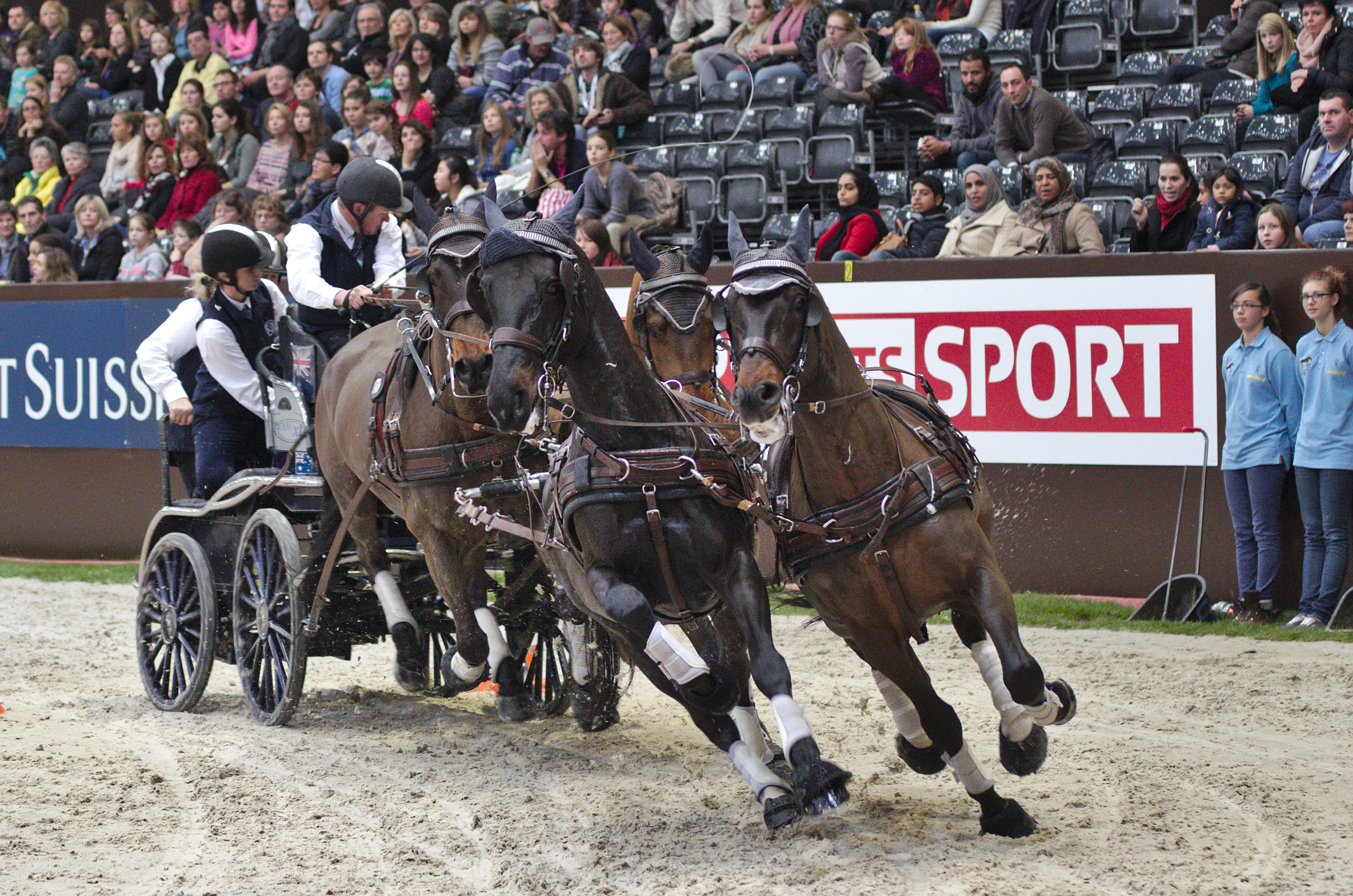
Kegelfahren, CHI Genf, 2013
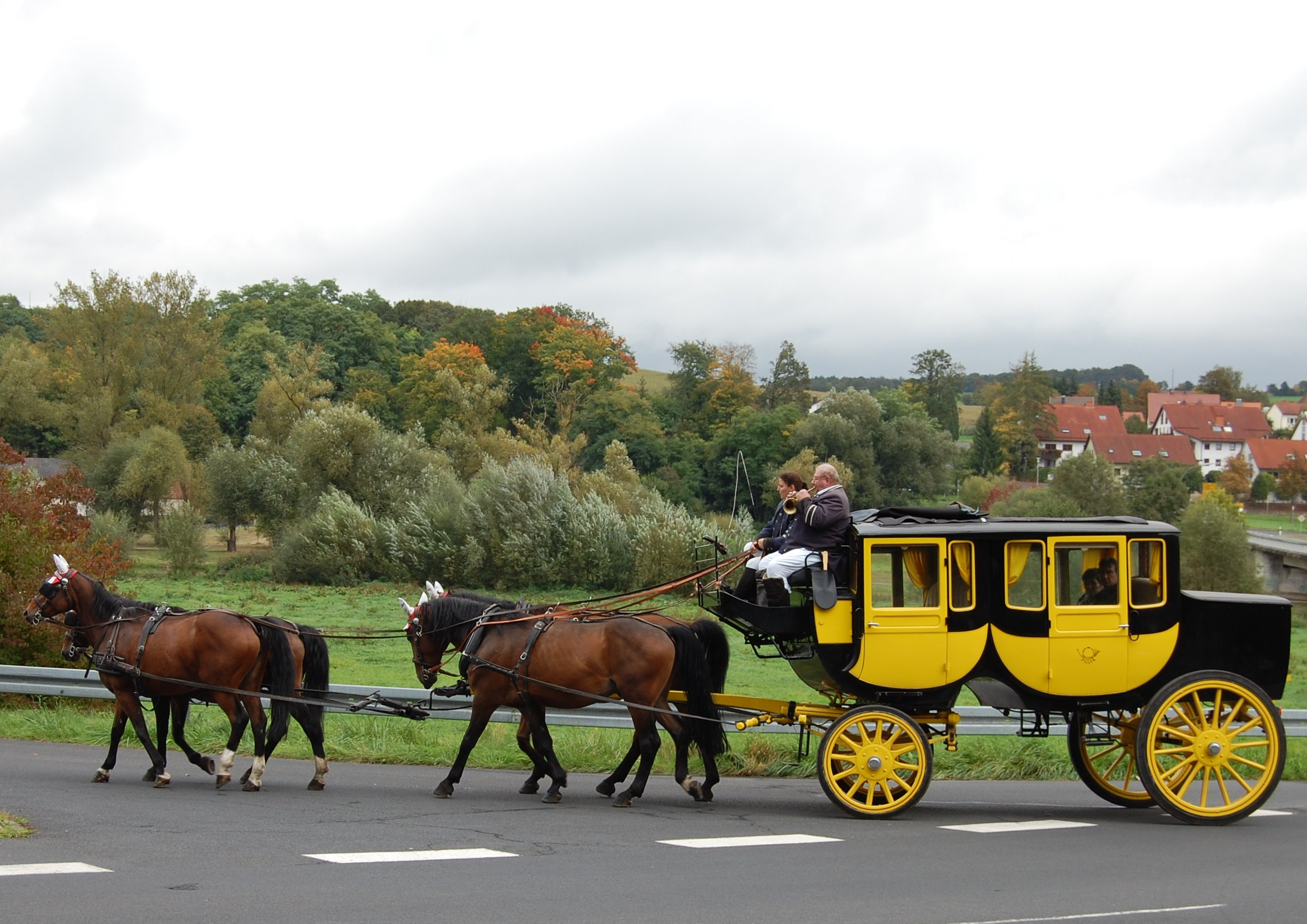
Postkutschenlinie Bad Kissingen–Bad Bocklet, 2010
„Four-in-hand“, Lithographie, John Cameron, 1887
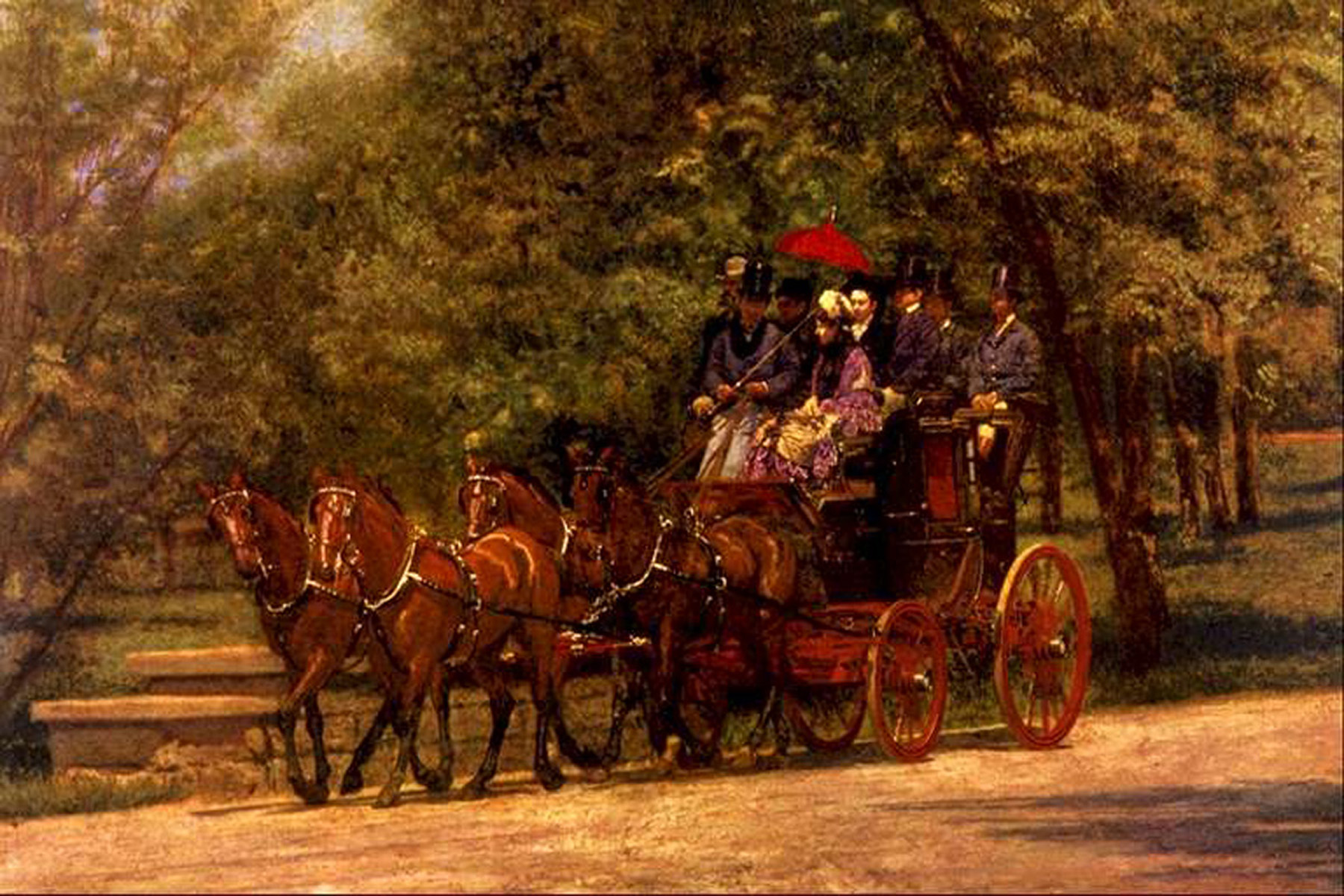
The Fairman Rogers Four-in-Hand, Thomas Eakins, 1880